# Diocesi di Ypres

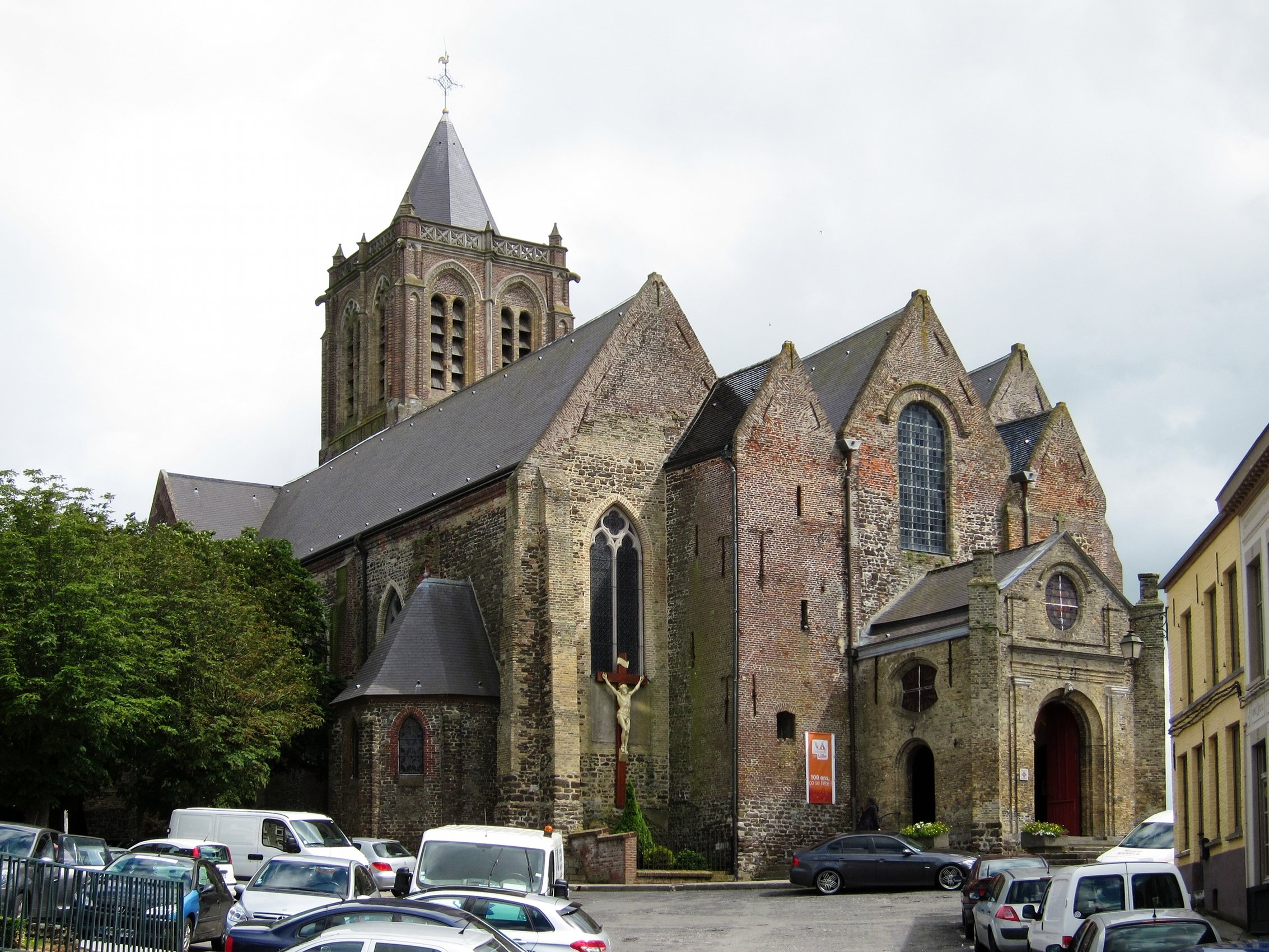
La collegiata Notre-Dame de la Crypte di Cassel, attestata a partire dal X secolo.

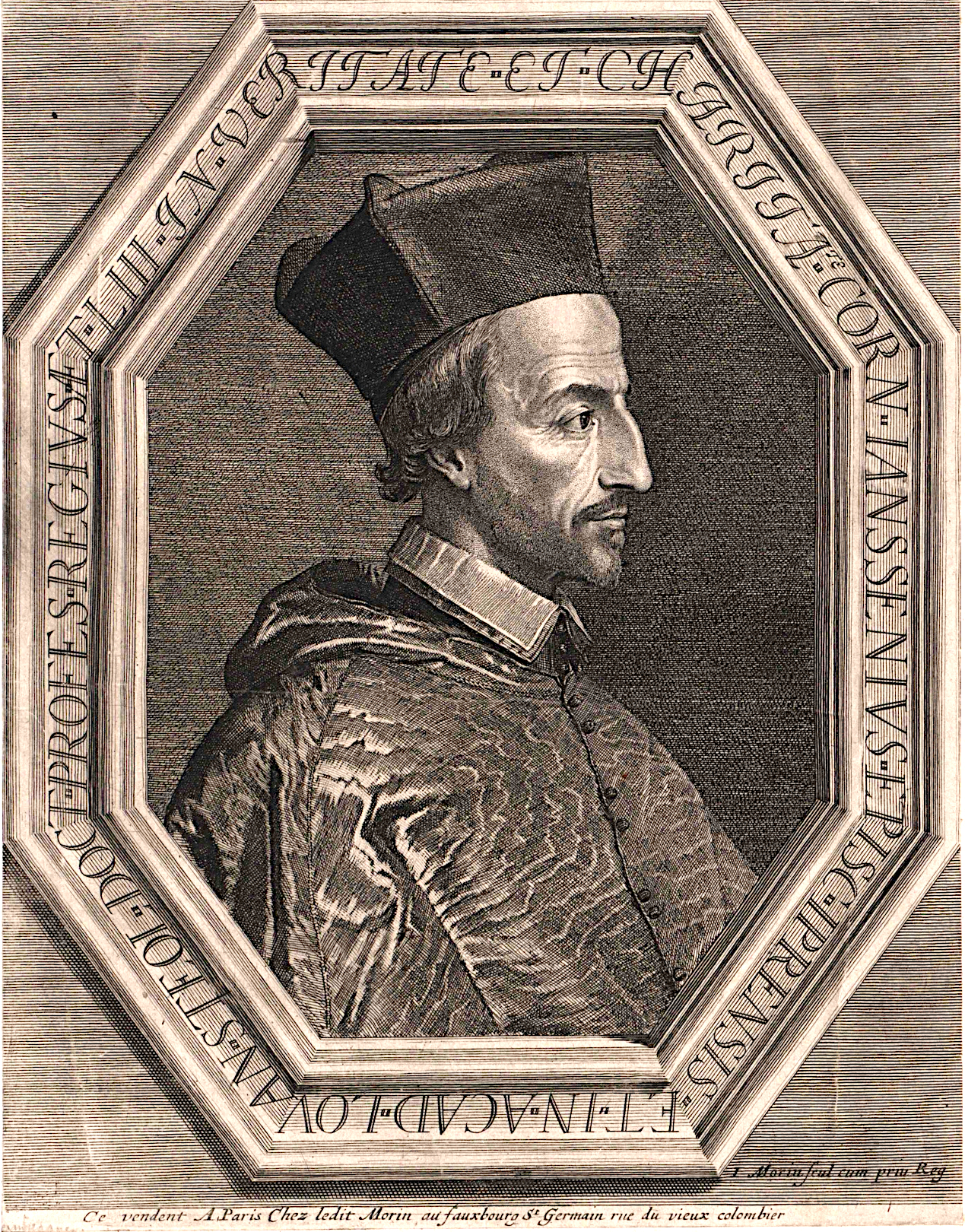
Giansenio, vescovo di Ypres per 2 anni dal 1636 al 1638.

La diocesi di Ypres (in latino Dioecesis Yprensis seu Iprensis) è una sede soppressa e sede titolare della Chiesa cattolica.

## Territorio
La diocesi si estendeva su due stati, la Francia e il Belgio, coprendo parte del dipartimento del Nord e parte della provincia delle Fiandre Occidentali. Confinava ad ovest con la diocesi di Saint-Omer, a sud con quella di Arras, ad est con quelle di Tournai e di Bruges.
Sede vescovile era la città di Ypres, dove fungeva da cattedrale la chiesa di San Martino (Sint-Maartenskathedraal).
La diocesi comprendeva circa 150 parrocchie, raggruppate in 1 arcipresbiterato (Ypres) e 8 decanati: Bergues, Cassel, Bailleul, Poperinge, Veurne, Warneton, Nieuwpoort e Diksmuide.

## Storia
La diocesi fu eretta il 12 maggio 1559, in seguito alla riorganizzazione delle circoscrizioni ecclesiastiche dei Paesi Bassi del Sud, con la bolla Super universas di papa Paolo IV, ricavandone il territorio dalla diocesi di Thérouanne. Contestualmente fu resa suffraganea dell'arcidiocesi di Malines.
L'11 marzo 1561, con la bolla De statu ecclesiarum, papa Pio IV definì i confini della nuova diocesi, stabilì la suddivisione in decanati con le rispettive parrocchie e assegnò la dotazione per il mantenimento del vescovo.
Il giorno prima lo stesso pontefice aveva nominato primo vescovo Maarten Bouwens, conosciuto con il nome latinizzato di Rhitovius, che prese parte al concilio di Trento, distinguendosi per la sua erudizione e pietà; presiedette, per l'assenza del metropolita, ai due primi sinodi della provincia ecclesiastica di Malines nel 1570 e nel 1574; convocò il primo sinodo della sua diocesi nel 1577, ed istituì il seminario per la formazione dei preti.
Nel 1584 fu istituito a Ypres il collegio dei Gesuiti. Altre congregazioni religiose accorsero a Ypres dopo l'erezione della diocesi.
Tra i vescovi più celebri di Ypres ci fu Cornelius Otto Jansen, conosciuto con il nome latinizzato di Giansenio, professore di Sacra Scrittura, che fu all'origine del movimento religioso, spirituale e teologico del giansenismo, sviluppatosi dopo la sua morte.
In seguito al concordato, con la bolla Qui Christi Domini di papa Pio VII del 29 novembre 1801 la diocesi fu soppressa e il suo territorio incorporato in quello della diocesi di Gand e dell'arcidiocesi di Cambrai.
Dal 1969 Ypres è annoverata tra le sedi vescovili titolari della Chiesa cattolica; dal 22 febbraio 2011 il vescovo titolare è Jean Kockerols, vescovo ausiliare di Malines-Bruxelles.

## Cronotassi

### Vescovi
- Maarten Bouwens † (10 marzo 1561 - 9 ottobre 1583 deceduto)
- Pierre Simons † (3 settembre 1584 - 5 ottobre 1605 deceduto)
- Karel Maes † (21 maggio 1607 - 18 agosto 1610 nominato vescovo di Gand)
- Jean Wischer † (25 ottobre 1610 - 26 maggio 1613 deceduto)
- Antoine de Hennin † (9 dicembre 1613 - 1º dicembre 1626 deceduto)
- Georges Chamberlain † (29 maggio 1628 - 19 dicembre 1634 deceduto)
- Cornelius Janssen † (21 luglio 1636 - 6 maggio 1638 deceduto)
- Josse Bouckaert, C.O. † (16 settembre 1641 - 1º novembre 1646 deceduto)
  - Sede vacante (1646-1654)
- François de Robles † (6 luglio 1654 - 18 maggio 1659 deceduto)
  - Sede vacante (1659-1664)
- Martin Prats † (10 novembre 1664 - 7 ottobre 1671 deceduto)
- Henri Van Halmaele † (12 settembre 1672 - 19 aprile 1676 deceduto)
- Wilhlemus Herimex, O.F.M.Rec. † (13 settembre 1677 - 15 agosto 1678 deceduto)
  - Jakobus Van Liere † (1679 - 15 dicembre 1693 deceduto) (non confermato)
- Martin de Ratabon † (12 ottobre 1693 - 5 gennaio 1713 dimesso)
- Charles-François de Laval de Montmorency † (13 febbraio 1713 - 26 agosto 1713 deceduto)
  - Sede vacante (1713-1721)
- Jan-Baptist de Smet † (3 febbraio 1721 - 6 agosto 1731 nominato vescovo di Gand)
- Wilhlemus Delvaux † (31 marzo 1732 - 12 ottobre 1761 deceduto)
- Felix Josephus Hubertus de Wavrans † (14 giugno 1762 - 27 ottobre 1784 deceduto)
- Charles Alexandre d'Arberg et de Valengin † (19 dicembre 1785 - 29 novembre 1801 dimesso)
  - Sede soppressa

### Vescovi titolari
- Joseph Mees † (14 giugno 1969 - 9 dicembre 2001 deceduto)
- Gustaaf Joos † (7 ottobre 2003 - 21 ottobre 2003 nominato cardinale diacono di San Pier Damiani ai Monti di San Paolo)
- Jacques André Blaquart (28 giugno 2006 - 27 luglio 2010 nominato vescovo di Orléans)
- Jean Kockerols, dal 22 febbraio 2011